# Transcendental
Transcendental er et begreb, der især bruges inden for filosofien. Efter filosoffen Immanuel Kants indflydelse på filosofien må der skelnes mellem begreberne transcendental og transcendent. Ordet kommer af det latinske transcendere, der betyder at overskride. At transcendere er altså at gå ud over noget eller at overskride noget.
For Kant er det transcendentale erkendelsens mulighedsbetingelse, og altså betingelsen for enhver erfaring. Det transcendentale er altså, hvad der erkendes a priori.